# 国际葡萄与葡萄酒组织
国际葡萄与葡萄酒组织（O.I.V. Organisation Internationale de la Vigne et du vin）于1924年成立于巴黎的一个政府间的国际组织。由符合一定标准的优秀葡萄及葡萄酒生产国组成，该组织是国际葡萄酒业的权威机构，主要任务是协调各成员国之间的葡萄酒贸易、讨论科研成果、制定符合国际葡萄酒发展潮流的技术标准等。

## 成员

### 成员国

成员国

现有成员国45个：法国、南非、阿尔及利亚、德国、阿根廷、澳大利亚、奥地利、阿塞拜疆、比利时、波斯尼亚、巴西、保加利亚、智利、塞浦路斯、克罗地亚、西班牙、芬兰、希腊、匈牙利、印度、以色列、意大利、黎巴嫩、卢森堡、马其顿、马耳他、摩洛哥、摩尔多瓦、黑山、挪威、新西兰、荷兰、秘鲁、葡萄牙、罗马尼亚、俄国、塞尔维亚、斯洛伐克、斯洛文尼亚、瑞典、捷克共和国、土耳其、乌拉圭和格鲁吉亚。

### 观察员
2001年4月3日的国际条约也使一些地区和OIV给组织成为观察员。 